# Don Daredevil Rides Again
Don Daredevil Rides Again (bra O Rastro do Terror) é um seriado estadunidense de 1951, gênero aventura, dirigido por Fred C. Brannon, em 12 capítulos, estrelado por Ken Curtis e Aline Towne. Foi produzido e distribuído pela Republic Pictures, e foi exibido nos cinemas estadunidenses a partir de 11 de abril de 1951.
O 57º entre os 66 seriados produzidos pela Republic, usou grande parte das cenas de arquivo do seriado de 1944 Zorro's Black Whip. O personagem Don Daredevil (Ken Curtis) foi criado para este seriado porque os direitos sobre o Zorro haviam sido comprados por Walt Disney em 1951.

## Sinopse
O seriado apresenta o líder político Douglas Stratton descobrindo que a antiga Spanish Land Grant, que fora de Ricardo Moreno, e posteriormente fora vendida para Patrick Doyle, pode ser uma falsificação, e ele tenta ganhar dinheiro fazendo com que seus homens reivindiquem minerais e herdades sobre o rancho que agora faz parte da concessão original. A resistência fica por conta de Patricia Doyle, neta de Patrick Doyle e seu vizinho, Gary Taylor. Stratton recebe a ajuda do xerife corrupto, e Gary e Patrícia estão enfrentando a perda de sua propriedade quando o primo dela, Lee Hadley, chega do leste. Ele força a saída de Stratton temporariamente alegando documentos para integração de posse, e os outros fazendeiros seguem o mesmo caminho, mas Stratton organiza uma gangue de cavaleiros noturnos para tentar expulsar os fazendeiros antes que eles possam provar seus títulos. Lee decide assumir o personagem de Don Daredevil, que fora usado por seu avô no passado, para resolução de problemas.<

## Elenco
- Ken Curtis [3]… Lee Hadley, também conhecido como "Don Daredevil"
- Aline Towne … Patricia Doyle
- Roy Barcroft … Douglas Stratton
- Lane Bradford … Webber
- Robert Einer ... Gary Taylor
- John Cason ... Hagen
- Bob Reeves ... Homem na cidade (não creditado)

### Conexões com Zorro

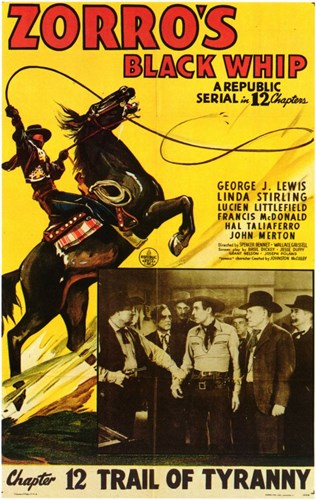
Pôster de Zorro's Black Whip, 1944

Don Daredevil Rides Again reutilizou cenas de arquivo de Zorro's Black Whip, de 1944, em que a personagem principal era mulher.
Embora o seriado Zorro's Black Whip leve o crédito baseado no personagem criado por Johnston McCulley, nenhum Zorro aparece ou é citado neste filme. Foi lançado como uma produção de Zorro aparentemente para que o estúdio pudesse certificar-se de que os espectadores o assistiriam. Considera-se que Black Whip é, na verdade, uma criação do estúdio e não de Johnston McCulley, o estúdio já tinha feito algo parecido em Jungle Girl de 1941, o nome da série veio de um conto do escritor Edgar Rice Burroughs, conhecido por ter criado Tarzan, porém, o seriado foi protagonizada por uma personagem criada pela Republic: Nyoka, no anos seguinte, lançou um novo seriado, dessa vez, sem mencionar o escritor: Perils of Nyoka.
Idealizado pelo escritor norte-americano Johnston McCulley, a primeira aparição do lendário personagem Zorro aconteceu nas páginas da revista pulp All-Story Weekly, em 1919. Publicada em cinco edições, com o título de The Curse of Capistrano, a história acabou ganhando as telas do cinema no ano seguinte, no filme  The Mark of Zorro. Em seguida, em virtude do enorme sucesso do filme, McCulley relançou a história sob o formato de um Romance, que acabou recebendo o mesmo título do filme: The Mark of Zorro.
O personagem Zorro foi adaptado pela primeira vez pelo estúdio em 1936 no filme The Bold Caballero, estrelado pelo ator Robert Livingston.
A Republic Pictures lançou vários seriados inspirados no Zorro: Zorro Rides Again, em 1937; Zorro's Fighting Legion, em 1939; Son of Zorro, em 1947; e Ghost of Zorro, em 1949. O seriado Daughter of Don Q apresenta a filha de Don Quantero, um herói parecido com Zorro, o título do seriado é uma referência ao filme Don Q, Son of Zorro de 1925, estrelado por Douglas Fairbanks, o filme é uma sequencia de The Mark of Zorro de 1920 e é levemente baseado no romance de 1909, Don Q.'s Love Story, escrito por Hesketh Hesketh-Prichard sua mãe, Kate O'Brien Ryall Prichard, o personagem do livro, Don Quebranta Huesos era uma espécie de Robin Hood espanhol, Fairbanks interpreta Cesar, o filho de Don Diego Vega, personagem que ele mesmo interpretou no filme de 1920. Além de Don Daredevil Rides Again, o seriado Man with the Steel Whip, de 1951 também utiliza cenas de arquivo de Zorro's Black Whip.

## Produção
Don Daredevil Rides Again foi orçado em $153,080, porém seu custo final foi $155,200, e foi o mais caro seriado da Republic em 1951.
Foi filmado entre 5 e 27 de fevereiro de 1951, e foi a produção nº 1930.
Don Daredevil Rides Again usou cenas de arquivo do seriado de 1944, Zorro's Black Whip.

## Lançamento

### Cinema
O lançamento oficial de Don Daredevil Rides Again é datado de 11 de abril de 1951, porém essa é a data da disponibilização do 6º capítulo.

## Crítica
Cline descreve o seriado como "quickie" (“rapidinho”)

## Capítulos
1. Return of the Don (20min)
2. Double Death (13min 20s)
3. Hidden Danger (13min 20s)
4. Retreat to Destruction (13min 20s)
5. Cold Steel (13min 20s)
6. The Flaming Juggernaut (13min 20s)
7. Claim Jumper (13min 20s)
8. Perilous Combat (13min 20s)
9. Hostage of Destiny (13min 20s)
10. Marked for Murder (13min 20s)
11. The Captive Witness (13min 20s)
12. Flames of Vengeance (13min 20s)

Fonte: